# Temur Iakobasvili
Temur Iakobasvili (grúzul: თემურ იაკობაშვილი; Tbiliszi, 1967. szeptember 3. –) grúz diplomata, politikus, 2008. január 31-től országegyesítésért felelős államminiszter.
Grúziai zsidó családban született Tbilisziben. 1981-től 1984-ig Tbiliszi fizika-matematika specializációjú 84. sz. középiskolájába járt. A Tbiliszi Állami Egyetemen tanult 1984–1990 között, ahol fizikusi oklevelet szerzett. 1998-ban nemzetközi kapcsolatokat és diplomáciát tanult Nagy-Britanniában, az Oxfordi Egyetemen és a Birminghami Egyetemen. 2002-ben a Yale Egyetem World Leaders' Program ösztöndíjasa volt, 2003-ban pedig részt vett a John F. Kennedy School of Government biztonságpolitikai tanfolyamán.
1990-től 2001-ig a grúz külügyminisztériumban dolgozott. 1990–1992 között másodtitkári rangban, 1992-től 1993-ig elsőtitkári rangban a távol-keleti országokkal foglalkozott. 1993–1995 között a közel-keleti és afrikai osztály helyettes vezetője, 1995–1998 között az Amerikáért felelős osztály helyettes vezetője volt. 1998-tól 2001-ig az Egyesült Államokkal, Kanadával és Latin-Amerikával foglalkozó területi osztály vezetőjeként dolgozott. Diplomáciai rangja rendkívüli és meghatalmazott követ.
Iakobasvili a kormányzati tisztségei mellett aktív szerepet játszik több grúziai nem kormányzati szervezetben is. Alapító és elnökségi tagja a grúz Külpolitikai Tanácsnak és a Grúz Atlanti Tanácsnak. A Grúz Államigazgatási Intézetnek az elnökség tagja. 2001–2007 között a Grúz Stratégiai és Nemzetközi Tanulmányok Alapítvány alelnöke volt. Több publikációja jelent meg a biztonságpolitika, a konfliktuskezelés és a nemzetközi kapcsolatok témakörében. 2006-ban Svédországban, az Uppsalai Egyetem Selyemút Tanulmányok Központjánál volt vendégprofesszor.
2008. január 31-én Miheil Szaakasvili grúz elnök országegyesítésért felelős államminiszterré nevezte ki. Az Abháziával és Dél-Oszétiával folytatott tárgyalásokon grúz részről Ikobasvili volt a főtárgyaló. A konfliktus békés megoldásának híve, az orosz dominanciájú békefenntartási folyamatba már országokat is be kívánt vonni.
Iakobasvili nős, felesége Jana Fremer. Két gyermeke van. Angolul, héberül és oroszul beszél.

## Külső hivatkozások
- Temur Iakobasvili életrajza Grúzia kormányzati portálján (angolul)[halott link]
- Életrajza az államminiszteri hivatal honlapján (grúzul, angolul, oroszul)[halott link]
- Az országegyesítésért felelős államminiszter hivatalának honlapja
- A Grúz Stratégiai és Nemzetközi Tanulmányok Alapítvány honlapja